# Fariza
Fariza é um município raiano da Espanha na província de Zamora, comunidade autónoma de Castela e Leão, de área 90,45 km² com população de 678 habitantes (2007) e densidade populacional de 7,62 hab/km².

## Demografia
| Variação demográfica do município entre 1991 e 2004 | Variação demográfica do município entre 1991 e 2004 | Variação demográfica do município entre 1991 e 2004 | Variação demográfica do município entre 1991 e 2004 |
| --------------------------------------------------- | --------------------------------------------------- | --------------------------------------------------- | --------------------------------------------------- |
| 1991                                                | 1996                                                | 2001                                                | 2004                                                |
| 820                                                 | 752                                                 | 710                                                 | 689                                                 |